# Vila Nova do Piauí
Vila Nova do Piauí é um município brasileiro do estado do Piauí.

## História
O pequeno município de Vila Nova do Piauí foi criado pela Lei estadual nº 4.810, de 14 de dezembro de 1995, desmembrado do município de Padre Marcos, através de plebiscito realizado no dia 1° de outubro de 1995. Sua instalação oficial ocorreu no dia 1° de janeiro de 1997, com a posse do primeiro prefeito eleito.

## Política
Ver: Lista de prefeitos de Vila Nova do Piauí

## Geografia
Localiza-se a uma latitude 07º08'08" sul e a uma longitude 40º56'24" oeste, estando a uma altitude de 400 metros. Sua população estimada em 2004 era de 2.945 habitantes.

## Biblioteca Pública Municipal
Biblioteca Municipal Patativa do Assaré com uma área aproximada da biblioteca: 98 m².
Freqüência média mensal de usuário: 850.
Total de material do acervo: 10.029.
Horário de funcionamento: seg a sexta 7:00 às 22:00.
Média mensal de empréstimo domiciliar: 123 livros.
Acervo registrado em: fichas soltas.
Catalogação: catalogação simplificada.
Classificação: não esta classificada.
Atividades oferecidas regularmente: exposições.
Fonte: Sistema Estadual de Bibliotecas Públicas do Piauí - SEBP-PI.